# Filip Humplík
Filip Humplík (* 12. ledna 1972) je český politik a podnikatel, v letech 2013 až 2017 předseda pražské ODS, v letech 2014 až 2018 zastupitel hlavního města Prahy, od roku 2018 zastupitel městské části a místostarosta Praha 10.

## Životopis
Humplík vystudoval masovou komunikaci na Fakultě sociálních věd UK. Od roku 1992 pracuje v reklamě, šlo o agentury Leo Burnett, Boomerang a Point2Point, později vlastnil agenturu Club Mark, zaměřenou na guerilla marketing. Byl zpěvákem metalové skupiny Chirurgia, se kterou vydal 4 alba. Nyní je spolumajitelem reklamní skupiny Konektor, která pro tuto stranu připravovala kampaň pro volby do Poslanecké sněmovny roku 2013.
Členem ODS je od roku 2007, zastává funkci místopředsedy místního sdružení v Radlicích. Je také členem oblastní rady Prahy 5. Předsedou pražské ODS se stal 21. listopadu 2013 a byl jím až do roku 2017. ODS už Humplík daroval asi pět milionů korun. Filip Humplík aktivně prosazoval očištění ODS od tzv. kmotrů a jejich konec v roce 2014 dokonce spojil i se svým dalším setrváním v pozici předsedy.
V komunálních volbách v roce 2014 byl za ODS zvolen zastupitelem hlavního města Prahy. V roce 2017 za ODS kandidoval a nebyl zvolen do Poslanecké sněmovny, přestože získal přes 5000 preferenčních hlasů. Následně funkci předsedy pražské ODS neobhajoval.
Od října 2017 je 1. místopředsedou místního sdružení Praha 10. Tomuto sdružení předsedá Humplíkův předchůdce ve funkci pražského předsedy, poslanec a bývalý primátor Bohuslav Svoboda. V komunálních volbách v roce 2018 obhajoval za ODS post zastupitele hlavního města Prahy (figuroval na 18. místě kandidátky), ale neuspěl. Stal se však zastupitelem městské části Praha 10, kde byl lídrem kandidátky ODS.